# (400307) 2007 TJ184
(400307) 2007 TJ184 es un asteroide perteneciente al cinturón de asteroides, descubierto el 10 de octubre de 2007 por el equipo del Catalina Sky Survey desde el Catalina Sky Survey, Arizona, Estados Unidos.

## Designación y nombre
Designado provisionalmente como 2007 TJ184.

## Características orbitales
2007 TJ184 está situado a una distancia media del Sol de 2,430 ua, pudiendo alejarse hasta 2,718 ua y acercarse hasta 2,142 ua. Su excentricidad es 0,118 y la inclinación orbital 7,436 grados. Emplea 1384,08 días en completar una órbita alrededor del Sol.

## Características físicas
La magnitud absoluta de 2007 TJ184 es 17,1.